# Сельское поселение «Деревня Рудня»
Се́льское поселе́ние «Деревня Рудня» — муниципальное образование в Дзержинском районе Калужской области Российской Федерации.
Административный центр — деревня Рудня.

## История
Статус и границы сельского поселения установлены Законом Калужской области от 28 декабря 2004 года № 7-ОЗ «Об установлении границ муниципальных образований, расположенных на территории административно-территориальных единиц "Бабынинский район", "Боровский район", "Дзержинский район", "Жиздринский район", "Жуковский район", "Износковский район", "Козельский район", "Малоярославецкий район", "Мосальский район", "Ферзиковский район", "Хвастовичский район", "Город Калуга", "Город Обнинск", и наделении их статусом городского поселения, сельского поселения, городского округа, муниципального района»

## Население
| 2010 | 2012 | 2013 | 2014 | 2015 | 2016 | 2017 |
| ---- | ---- | ---- | ---- | ---- | ---- | ---- |
| 381  | ↗395 | ↗425 | ↗428 | ↘406 | ↘394 | ↗402 |
| 2018 | 2019 | 2020 | 2021 |      |      |      |
| ↗415 | ↗427 | ↘421 | ↘410 |      |      |      |

## Состав сельского поселения
| №  | Населённый пункт | Тип населённого пункта          | Население |
| -- | ---------------- | ------------------------------- | --------- |
| 1  | Головино         | деревня                         | ↘2        |
| 2  | Дубенки          | деревня                         | ↗7        |
| 3  | Копылово         | деревня                         | ↘0        |
| 4  | Корокино         | деревня                         | ↗6        |
| 5  | Корчажкино       | деревня                         | →11       |
| 6  | Матово           | деревня                         | ↗46       |
| 7  | Прокудино        | деревня                         | ↘0        |
| 8  | Рудня            | деревня, административный центр | ↗279      |
| 9  | Хлестово         | деревня                         | ↗15       |
| 10 | Чапаевка         | деревня                         | ↘15       |